# Palazzo Gresham
Il Palazzo Gresham è un palazzo che si trova a Budapest.
Costruito agli inizi del Novecento il palazzo Gresham è un esempio dell'architettura Art Nouveau dell'Europa centrale sull'esempio della Secessione viennese.
Il luogo in cui sorge il Palazzo Gresham un tempo era occupato dalla Nákó House, un palazzo neoclassico costruito nel 1827. Nel 1880 la londinese Gresham Life Assurance ne acquistò la proprietà e, dopo aver deciso di costruire la sua sede ungherese sul sito, commissionò all'architetto locale Zsigmond Quittner il progetto della nuova struttura, la cui costruzione iniziò nel 1904 per concludersi nel 1906.
Inizialmente il palazzo servì come sede degli uffici e come abitazione per i soci inglesi della società Gresham. Dopo la seconda guerra mondiale, durante l'occupazione sovietica il palazzo divenne sede dei soldati sovietici. In seguito il palazzo venne usato come condominio durante la Repubblica Popolare d'Ungheria finché nel 2001 venne acquistato dalla società alberghiera Four Seasons e successivamente aperto come hotel di lusso.

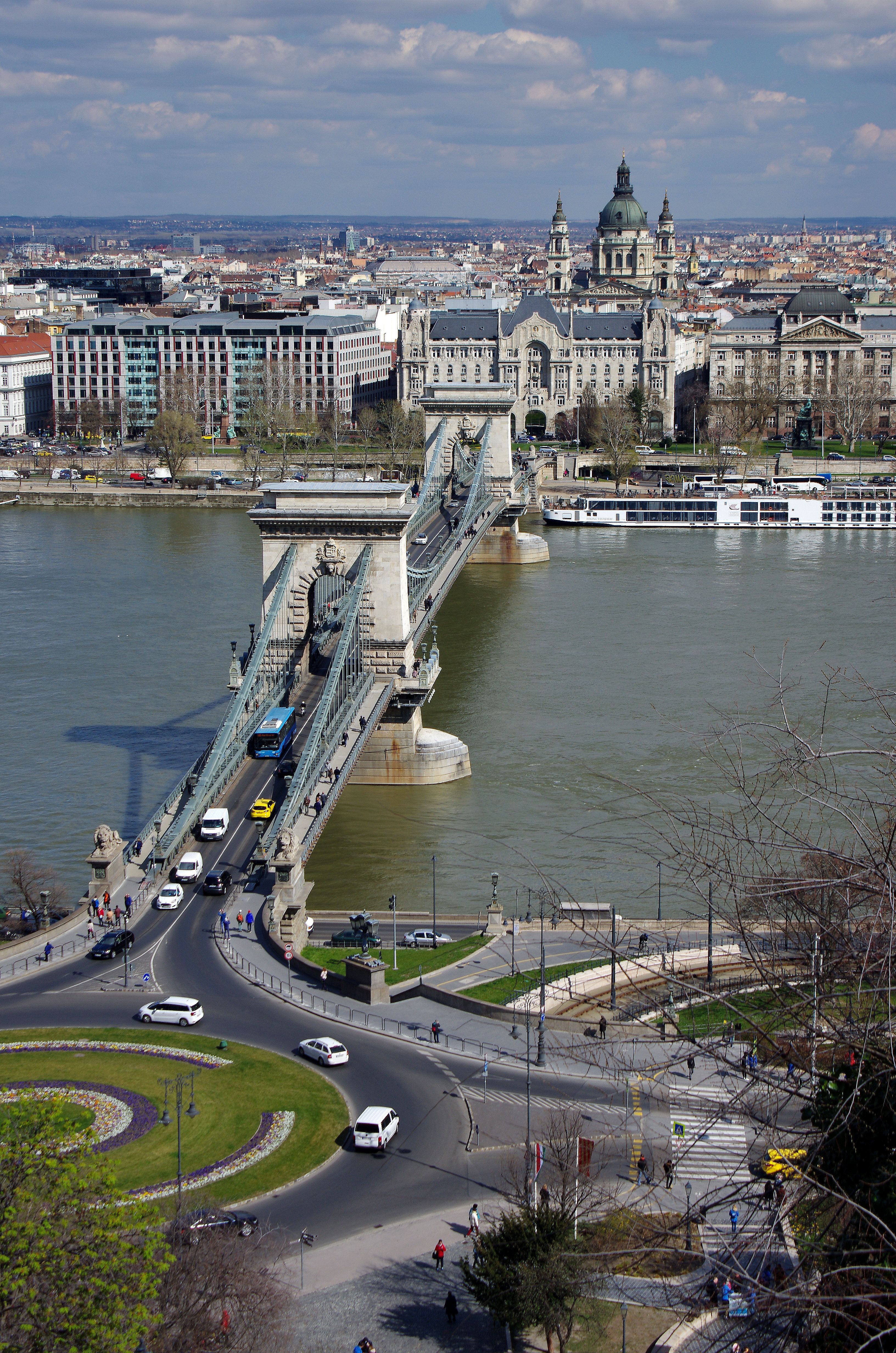
Vista del Palazzo (dietro il Ponte delle Catene) dalla funicolare di Buda
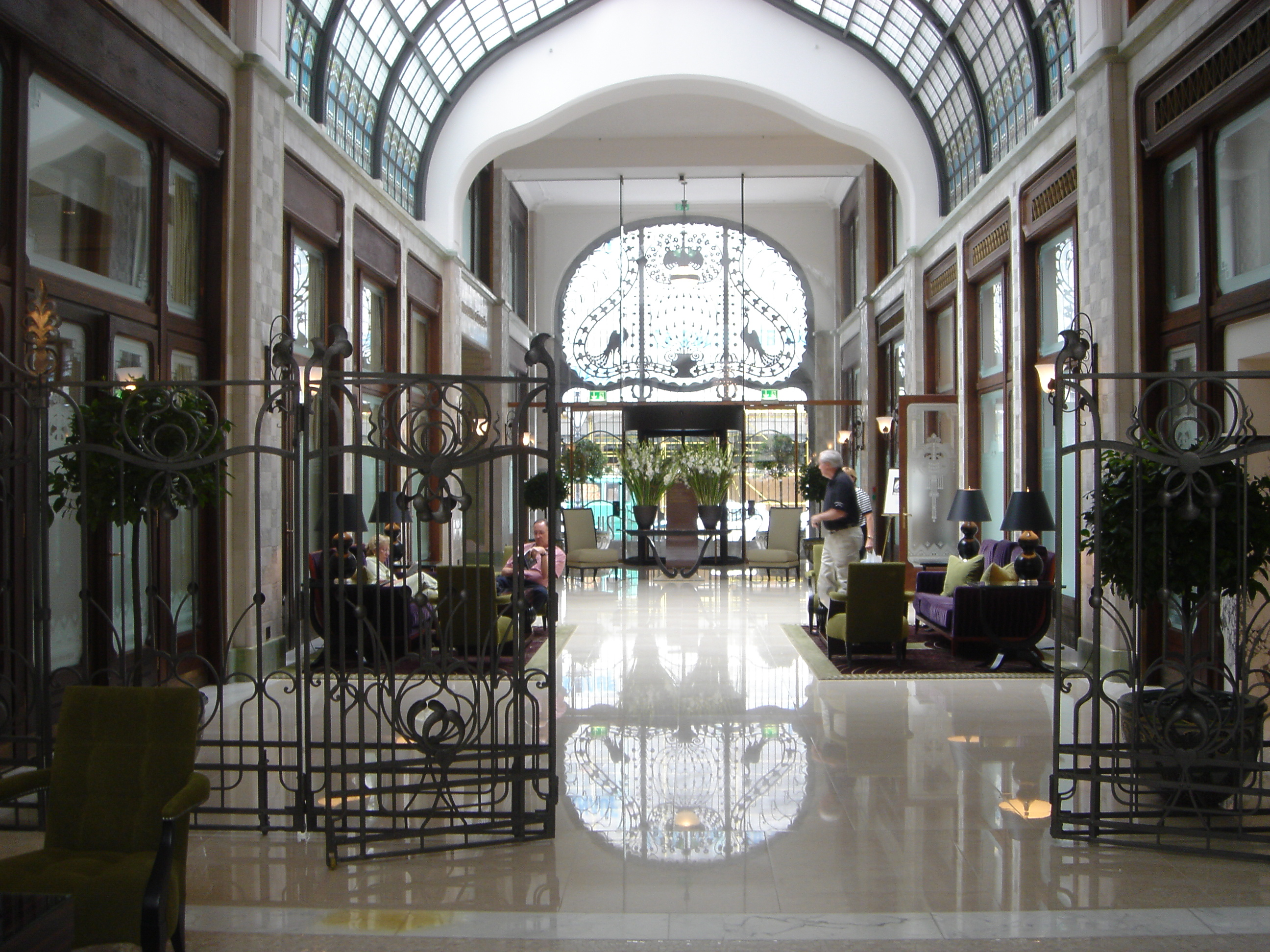
Interno